# 野又穫
野又 穫（のまた みのる、1955年10月16日 - ）は日本の美術家。女子美術大学教授。

## 来歴
東京都出身。1986年に佐賀町エキジビットスペース（1983-2000年　東京都江東区、主宰：小池一子）において初の個展を開催。実在しない建造物を絵画として独自の視点から描き続けている。
1996年に本名を「稔」から「穫」へ改める。1991年に出版した画集「NOMATA - Standing Still」（発行：ゲイン）は「野又稔」での著作。「穣」は誤り。

## 経歴
- 1955年 - 目黒区の染物屋に生まれる。
- 1975年 - 東京芸術大学美術学部入学。形成デザインを専攻。
- 1978年 - 安宅賞受賞。
- 1979年 - 東京芸術大学美術学部デザイン科卒業。マッキャンエリクソン博報堂へ入社しアートディレクターを務める。
- 1984年 - マッキャンエリクソン博報堂を退職し独立。
- 1995年 - 第45回（平成6年度） 芸術選奨新人賞美術部門受賞（文化庁）。
- 2007年 - 第17回（平成18年度）タカシマヤ美術賞受賞（タカシマヤ文化基金）。
- 2014年 - 女子美術大学芸術学部デザイン・工芸学科ヴィジュアルデザイン専攻教授。

## 主な個展
- 1986年 - "STILL" - 静かな庭園 -（佐賀町エキジビットスペース、東京）
- 1988年 - "ARCADIA" - 永遠の風景 -（佐賀町エキジビットスペース、東京）
- 1990年 - "PICTURESQUE"- ピクチュアレスク-（西武百貨店渋谷店　美術画廊、東京）
- 1995年 - 「野又穫の空想建築」（リアス・アーク美術館、宮城県）
- 1997年 -「風見の地」-WINDSCAPE-（西武百貨店池袋店　アートフォーラム、東京）
- 1999年 - 「野又穫の空想建築」（ギャラリーたむら、広島）
- 2004年 - "POINTS OF VIEW" - 視線の変遷 - （西武百貨店池袋店　アートフォーラム、東京）
- 2004年 - 「カンヴァスに立つ建築」- Architecture on Canvas -（東京オペラシティアートギャラリー）
- 2006年 - 野又穫作品展　Visions 1993-2005（ギャラリー1、東京）
- 2007年 - "Light Structures"（ギャラリーたむら、広島）
- 2008年 - "SKYGLOW 光景"（新宿髙島屋美術画廊、東京）
- 2008年 - "SKYGLOW 遠景"（髙島屋東京店美術画廊X、東京）
- 2009年 - 「映遠」（ギャラリーたむら、広島）
- 2010年 - 「もうひとつの場所ー野又穫のランドスケープ」（群馬県立近代美術館）
- 2012年 -野又穫展「blue construction」（佐賀町アーカイブ）
- 2023年 -野又穫（東京オペラシティアートギャラリー、東京）

## その他
- 1993年 - ニュー目黒名＜画＞座（目黒区美術館）
- 1999年 - 収蔵品展001　寺田コレクション秀作展Part 1（東京オペラシティアートギャラリー）
- 2000年 - 収蔵品展004「心象の領域：寺田コレクションにみる幻想的な具象」（東京オペラシティアートギャラリー）
- 2001年 - 銀座資生堂ビルの内部空間のための6点の絵画(ROCCO) 制作
- 2002年 - 収蔵品展011「彼方へ - 寺田コレクションより」（東京オペラシティアートギャラリー）
- 2003年 - 収蔵品展016「建築の見える風景 - 寺田コレクションより」（東京オペラシティアートギャラリー）
- 2004年 - 「世田谷美術展　2004」（世田谷美術館）
- 2005年 - 「ユートピアを探しにー想像力の彼方へー」（新潟県立万代島美術館）
- 2005年 - ヒルトンプラザ大阪　イースト　壁画用絵画「香林」制作
- 2006年 - パークハイアット東京　ニューヨークグリルのための20点の絵画「メトロポリス」制作
- 2006年 - 「世田谷美術展　2006」（世田谷美術館）
- 2007年 - 「土から生まれるもの」（東京オペラシティアートギャラリー）
- 2007年 - 「こことそこの間」（東京オペラシティアートギャラリー）
- 2010年 - 「幻想の回廊」（東京オペラシティアートギャラリー）
- 2010年 - 「建築家 白井晟一　精神と空間」（群馬県立近代美術館）
- 2010年 - 「現代の美術 II」（群馬県立近代美術館）
- 2012年 - 「現代の美術 IV」（群馬県立近代美術館）
- 2012年 -「『私』を知るための問い」（東京オペラシティアートギャラリー）
- 2011年 - 「ブラインド・サイトー盲視の知覚」（MA2 ギャラリー）
- 2013年 - 「空想の建築ーピラネージから野又穫へー」（町田市立国際版画美術館）

## 出版物
- 1991年 - 画集"NOMATA - Standing Still"（発行：ゲイン）
- 1995年 - 「野又穫の空想建築」（リアス ・ アーク美術館における回顧展図録）
- 1995年 - 2005年 「文學界」（文藝春秋刊）表紙画
- 1997年 - CD-ROM " MINORU NOMATA - Paintings 1986-1996" 制作（発行：エムエスディ　ジャパン）
- 1997年 - 画集"NOMATA PAINTINGS"（発行：トレヴィル）
- 2004年 - 画集"Points of View - 視線の変遷 -"（発行：東京書籍）
- 2010年 - 画集"ALTERNATIVE SIGHTS - もうひとつの場所" (発行：青幻舎)
- 2012年 - "Minoru Nomata blue construction - work in progress January-August 2011" (発行：佐賀町アーカイブ)
- 2013年 - ドローイング集"ELEMENTS あちら、こちら、かけら"（発行：青幻舎）
- 2013年 - 「空想の建築ーピラネージから野又穫へー展」図録（発行：エクスナレッジ）